# O mio babbino caro
O mio babbino caro (Oh, mi papito querido) es un aria de la ópera Gianni Schicchi (1918), de Giacomo Puccini (música) y Giovacchino Forzano (libreto). La canta el personaje "Lauretta", después de que las tensiones entre Schicchi y sus futuros suegros llegan a un punto de ruptura que amenaza con separarla de Rinuccio, el joven a quien ella ama. En la ópera, representa un contraste entre la expresión de la simplicidad lírica y la fusión de los amantes en un solo corazón, en medio de una atmósfera de hipocresía, celos, doble negociación y feudalismo en la Florencia medieval, en la única comedia de Puccini, aportando la única pieza de situación en una obra de estilo responsivo y conversacional.

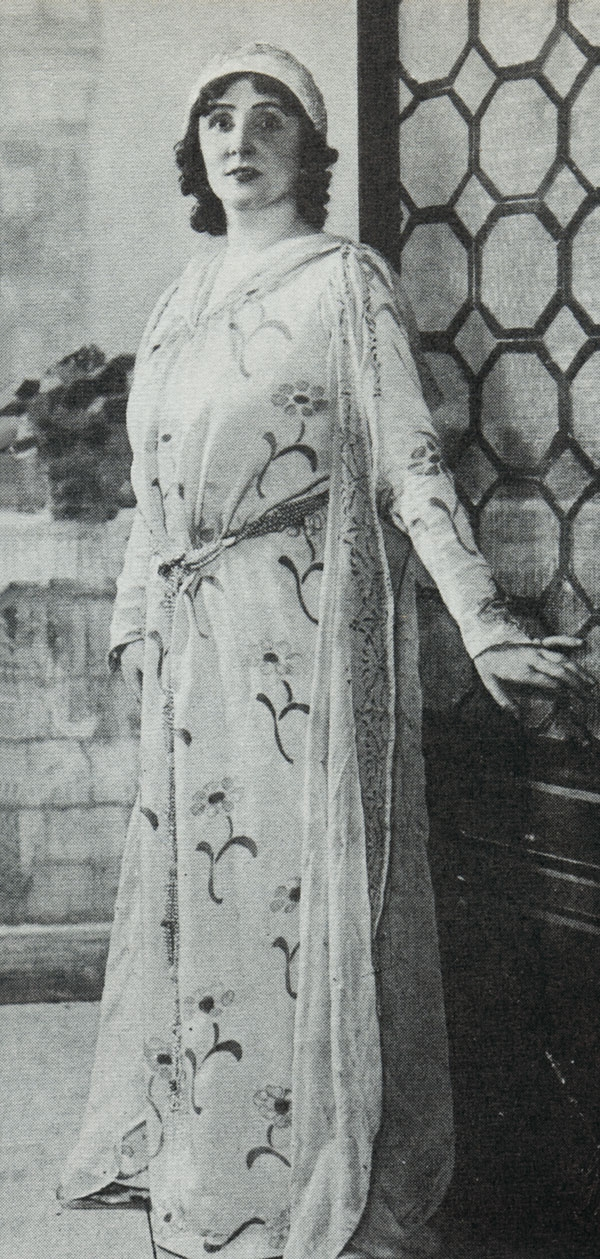
Florence Easton como Lauretta en el estreno mundial de Gianni Schicchi, 14 de diciembre de 1918

Entre las sopranos y mezzosopranos más famosas que han interpretado esta aria, se encuentran Maria Callas, Ghena Dimitrova, Anna Netrebko, Inva Mula, Sissel Kyrkjebø, Anna Moffo, Carmen Monarcha, Karita Mattila, Frances Alda, Victoria de los Ángeles, Montserrat Caballé, Ana María Sánchez Verónica Cangemi, Pilar Lorengar, Ainhoa Arteta, Joan Hammond, Kiri Te Kanawa, Elisabeth Schwarzkopf, Angela Gheorghiu, Sarah Brightman, Filippa Giordano, Renée Fleming, Renata Tebaldi, Sumi Jo, Amira Willighagen, Hayley Westenra, Elīna Garanča, Patricia Tapia, Tarja Turunen y Susana Zabaleta.

## Libreto
| Italiano | Traducción al español |
| --- | --- |
| O mio babbino caro Mi piace è bello, bello Vo' andare in Porta Rossa a comperar l'anello! Sì, sì, ci voglio andare! e se l'amassi indarno, andrei sul Ponte Vecchio, ma per buttarmi in Arno! Mi struggo e mi tormento! O Dio, vorrei morir! Babbo, pietà, pietà! | Oh mi papá querido Me gusta, es bello, bello ¡Voy a ir a Porta Rossa a comprar el anillo! ¡Sí, sí, allí quiero ir! ¡Y si le amase en vano, iría al Puente Viejo mas para arrojarme al Arno! ¡Me angustio y me atormento! ¡Oh Dios, querría morir! ¡Papá, piedad, piedad! |

## Grabaciones
Aparte de las grabaciones que hay de la ópera completa, entre las que destaca la de Santini, en 1958, con Tito Gobbi y Victoria de los Ángeles, esta aria ha sido grabada por separado por varias sopranos. Una grabación de excepcional calidad de «O mio babbino caro» es la de Montserrat Caballé (década de 1960, recital, EMI). Destaca también, la grabación hecha en vida por Patricia Janeckova.

## En la cultura popular
- Entre las interpretaciones destacadas del pasado, se encuentran las de Montserrat Caballé y Maria Callas.
- Intérpretes célebres como André Rieu y Carmen Monarcha suelen incluirla en sus presentaciones.
- La pieza también ha formado parte del repertorio de sopranos no operísticas, como Sarah Brightman, Filippa Giordano, Charlotte Church, Sissel Kyrkjebø, Patricia Tapia, Hayley Westenra, Susana Zabaleta, Tarja Turunen y Jackie Evancho. *El violinista Joshua Bell también ha producido una grabación del aria en su álbum Romance of the Violin. El grupo de rock East Village Opera Company abordó el aria, transformándola con un arreglo de rhythm and blues.[3]
- Carlo Aonzo (mandolina) y Beppe Gambetta (guitarra) también grabaron la pieza en su álbum de 2001 Traversata.
- Un homenaje a esta pieza se incluye en la película Las vacaciones de Mr. Bean, donde el personaje Mr. Bean hace una representación mímica utilizando la música del aria cantada por Rita Streich para interpretar a una madre que ha perdido a un hijo.
- A principios de los 2000 fue utilizada como tema en promos de Hora Acme en Cartoon Network Latinoamérica.
- Rockstar Games lo incluye también en su videojuego Grand Theft Auto III, en la estación de ópera Double Cleff FM (Exclusiva de la versión de Playstation 2 del año 2001).
- También se puede apreciar en la película G.I. Jane (Ridley Scott, 1997).
- En octubre del 2013, la cantante neerlandesa Amira Willighagen, de nueve años, participó en el concurso de talentos Holland's Got Talent, y ganó, con su interpretación del aria, un lugar en el concurso.[4]
- La pieza abre la película de 1985 A Room with a View, dirigida por James Ivory, cuya primera parte está ambientada en Florencia.[cita requerida]
- En los años 2016 y 2017, en A Head Full of Dreams Tour, séptima gira de conciertos de la banda de rock británica Coldplay, previo al inicio de cada concierto se escuchaba la versión de Maria Callas e, inmediatamente después, aparecían los fanáticos del país visitado con anterioridad.[cita requerida]